# 有冇搞錯
《有冇搞錯》（英語：Rightable Wrong) 是香港電台第二台的一個深夜節目，於2008年9月8日首播，替代原有音樂有德勛節目。播放時間為逢星期一至星期五晚上11點至2點。因香港電台中文台改革，節目已於2019年3月29日完結。

## 節目主持
2008年節目啟播時，主持包括梁榮忠、黃冠斌（斌仔）、蒙為亮 （阿O）、姚婷芝、林鎮威（阿Jan）。林鎮威數個月後因私人理由離開，後期空缺由彭詠儀（Morle）接替。2011年，姚婷芝與梁榮忠先後離開本節目。姚婷芝於年頭離開香港，到西雅圖展開新生活，然因簽證問題改為到世界各地旅遊；而梁榮忠亦因接替梁思浩離職後的空缺，於6月上旬調往早上時段節目《瘋show快活人》之主持。
2013年12月6日，梁榮忠與短暫回港的姚婷芝再度聚首在節目內開咪，一起回顧過往節目點滴。
根據統計，姚婷芝曾在開播至2010年12月17日，擔任200多集主持; 梁榮忠亦在開播至2011年6月10日擔任700多集主持；蒙為亮則曾在開播至2016年1月8日主持節目。
由2016年1月11日起，該節目提早一小時開始，蒙為亮（阿O）調離節目，調往早上時段節目《晨光第一線》之主持，其空缺於2016年12月26日由一直只為頂替未能出席之主持的馮廸燊（Tiksan）正式接替。由2017年2月起，李司政接替馮廸燊擔任主持。
嘉賓主持則曾分別由劉偉恆、胡世傑、梁德輝（Eric）、王遠杰（YY）、方梓豪 先後擔任。

### 主持列表
| 姓名                    | 年齡     | 參與集數 | 綽號                                            |
| 現任主持                | 現任主持 | 現任主持 | 現任主持                                        |
| ----------------------- | -------- | -------- | ----------------------------------------------- |
| 黃冠斌 （斌仔）         | 41       |          | 潮童斌 車王斌                                   |
| 彭詠儀 （Morle）        | 42       |          | 冷漠的肥彭 Morle Pang 彭Morle 上水之虎/上水知府 |
| 方梓豪 （梓豪）         | 39       |          |                                                 |
| 離任主持                |          |          |                                                 |
| 蒙為亮 （阿O）          | 40       |          | 財子O                                           |
| 梁榮忠 （忠哥）         | 60       |          |                                                 |
| 姚婷芝 （婷芝）         | 41       |          |                                                 |
| 阿Jan                   | 36       |          |                                                 |
| 的神 （馮廸燊 /Tiksan） | 36       |          | 的神                                            |
| 李司政 （司政）         |          |          |                                                 |
| 鄧健泓 （Patrick）      | 51       |          |                                                 |
| 王遠杰 （YY）           |          |          |                                                 |

## 流程
節目的大致流程：(renew before 1/9/2017)

### 星期一
- 2300-0100:
由主持人講出熱門的新聞帶出話題
- 0100-0130:
梓豪錄音 「遊學日記」
- 0130-0200:
梓豪錄音 「遊學聽我講」

### 星期二
- 2300-0100:
由主持人講出熱門的新聞帶出話題
- 2330-0030:
無題專線︰由聽眾自由來電及討論
- 0100-0200:
梓豪錄音 「遊學日記」
梓豪錄音 「遊學聽我講」

### 星期三
- 2300-0100:
由主持人講出熱門的新聞帶出話題
- 0100-0200:
梓豪錄音 「遊學日記」
梓豪錄音 「遊學聽我講」

### 星期四
- 2300-0100:
由主持人講出熱門的新聞帶出話題
- 0100-0200:
梓豪錄音 「遊學日記」
梓豪錄音 「遊學聽我講」

### 星期五
- 2300-0030:
由主持人講出熱門的新聞帶出話題
- 0030-0100:
斌哥哥‧愛踢波︰由斌仔主理，主要內容為近日的足球熱話及資訊
- 0100-0200:
梓豪錄音 「遊學日記」
梓豪錄音 「遊學聽我講」

## 節目主題和內容
該節目以諷刺時事及分享世界趣聞為主，逢星期二晚會有不同的主題可供聽眾致電分享。主題沒有限制，由UFO到少女短裙都一應俱全，其節目亦開始逐漸多元化，在節目內增添了一些聲帶，而在星期四亦有飲食的"有無食過 - 姚婷芝"、星期五亦有感情的"有無愛過 - Morle"、亦有70,80年代的經典兒歌回味等等。
該節目亦曾在2009年3月至5月末舉辦「人人有隻歌」 活動，以鼓勵市民創作及唱歌。同時5月開始加入"我都做得到 - Morle"

## 過往活動
- 2009年10月25日 有冇搞鬼錯（萬聖節）
- 2010年10月29日 有冇搞鬼錯─決戰鬼咁之癲
- 2011年11月 有冇搞錯嚇直主持大招募
- 2012年1月23日有冇搞錯行運一條龍之二台仝人賀新歲 （页面存档备份，存于）
- 2012年10月30日 有冇搞鬼錯

## 過往環節
- 世界盃 Go!Go!Go! : 於2010年世界盃足球賽期間，愛的禮物曾更改為此環節。
- 「嚇直」主持 : 由2011年10月31日至2011年11月4日，每天將由一位通過「嚇直」主持大招募挑選出的客席主持為大家講鬼故。
- 「Blog Blog齋」
- 「愛的禮物」
- 「斌斌斌斌斌廣播劇」
- 「小朋友來齊打"交"」（因反應欠佳取消）
- 「有冇搞錯估波王」︰於2012年歐國盃期間舉辦，能成功猜中所有由主持指定球賽的比數及勝出球隊可得足金金猴一隻，但最後沒有聽眾成功勝出。
- 「許廷哼歌仔」：最受歡迎環節之一，由聽眾先唱出一句歌詞，假如能成功令主持想到接續的下一句歌詞，聽眾得分。
- 「潮童斌」
- 「台柱熱點」：由Morle主理，原為「尋常事認真做」的環節，主要內容為台灣藝人的訪問環節。
- 「有冇搞鬼錯」
- 「你考DSE，心事有誰知？」：於考試季節，接聽來自DSE考生的電話。
- 「展翅青見超新星」
- 「娛樂小玲玲」
- 「Sound of Hong Kong 香港之聲」：主持會播放一段環境聲音，其他主持可發問三題是非題，然後猜出該段錄音所屬的地區。
- 「有冇估錯」：主持透過問題及神秘嘉賓的提示，猜出電話另一方的神秘嘉賓的身份。神秘嘉賓均為娛樂圈中人，一般會自行作聲音處理。
- 「娛樂話你知」
- 「台妹精選」
- 「斌哥哥‧愛踢波」
- 「“Pi癲兒”粉絲煲」
- 「民調民調民調調」
- 「有冇搞錯嚇鬼你」：由tiksan主理，主持致電到不同藝人講鬼故，完成後由該藝人評分。
- 「有冇估錯嗰一年嗰一日」：主持先擲骰決定當晚討論的年份，並準備三則舊日新聞作回顧。
- 「有冇估錯派出所」
- 「司政報告」
- 「有冇估錯無題專線」
- 「少年歪的奇幻漂流」
- 「農曆七月之有野話你知」
- 「遊學日記」
- 「遊學聽我講」

## 主持創代名詞
基於廣播條例，主持不可直呼品牌名稱，主持們自創一堆代名詞：包括曾美華電視台（有線電視）、三色台/大台（TVB）、麥當當叔叔（麥當勞叔叔）、i-窿（iPhone）、玩具反醜城(或玩具反斗"Kwing")（玩具反斗城）。

## 節目事件

### 靈異事件
茲於在2009年萬聖節前夕，節目正值廣播恐怖故事期間，主持黃冠斌（斌仔）正想播出先前與黃道姑訪問的錄音帶時，誰料錄音帶突然於當日失蹤，結果導致當天只好唯有由原定的話題之「紙紮公仔」，改成「經典屋邨鬼」。另外，亦曾在此期間報導DJ「的神」遇靈異事件一事，內容是由在一天下午「的神」獨自坐在辦公室內做事，突然在椅背傳來三度敲拍，促使「的神」瞬速離去辦公室；及後黃道姑已說明可能是有關先人，想提醒「的神」逃離一劫，「的神」也放心了下來，事件得以結束。
〈註：黃道姑是「有冇搞錯」專程邀請解答靈異事件的顧問〉

### 道歉聲明
廣管局收到一宗投訴指2009年7月11日的一集中，有女主持提及一則互聯網上之虛構新聞，有關言論不準確及粗俗。主持梁榮忠於2009年7月14日BlogBlog齋中向聽眾宣讀了一篇《有冇搞錯的公開信》，信中內容講述當日所犯的錯誤向聽眾道歉，並表明主持彭詠儀（Morle）會暫別一段時間。

### 有冇搞錯派利是
為節目指定活動之一, 並由2012年農曆新年開始舉辦。主持將會以自行制作之相片連簽名放入利是, 然後送贈予聽眾。

### 報考香港中學會考事件
2010年，5名主持梁榮忠、黃冠斌、蒙為亮、姚婷芝、彭詠儀曾發生報考香港中學會考事件，引起關注。

## 佚事
節目時段內（00:00 - 02:00）的香港電台新聞報道並沒有新聞報導聲帶。